# Klassische Philologie
Klassische Philologie (auch Altphilologie) ist die Philologie, die sich mit den beiden (als „klassisch“ betrachteten) Sprachen Latein und Altgriechisch sowie den literarischen Zeugnissen der griechischen und römischen Antike beschäftigt. Sie kann unterteilt werden in Gräzistik (Altgriechische Philologie) und Latinistik (Lateinische Philologie). Im Gegensatz zur Altphilologie bezeichnet die Neuphilologie eine Reihe von Fächern, die sich mit modernen Sprachen und Literaturen beschäftigen.

## Begriff
Während das Wort classical im englischen Sprachraum schon ab Ende des 16. Jahrhunderts auf die antiken griechischen und lateinischen Autoren bezogen wurde, kam diese Verwendung im deutschen Sprachraum erst wesentlich später auf.
Der älteste bekannte Beleg kommt bei Erduin Julius Koch um 1792 in Halle vor. Die Bezeichnung „klassische Philologie“ für Latinistik und Gräzistik taucht erstmals 1803 als „altclassische Philologie“ im Vorlesungsverzeichnis der Kaiserlichen Universität Dorpat auf. Karl Morgenstern ist der erste, der diesen Terminus als „Prof. der Beredsamkeit und altclassischen Philologie, der Ästhetik und der Literatur und Kunst“ trug.

## Klassische Sprachen
Die Sprachen Altgriechisch und Latein werden in der europäischen Kultur als klassische Sprachen bezeichnet; sie waren die beiden im Römischen Imperium üblichen Verwaltungssprachen. Diese Sprachen wurden von allen gebildeten Bürgern des Römischen Reiches verstanden und dienten der Kommunikation und effizienten Verwaltung der verschiedenen Provinzen mit ihren jeweiligen regionalen Sprachen. Gebildete Römer beherrschten damals selbstverständlich auch Griechisch, meist in Form der Koine. Als „klassisches Latein“ gilt dabei das Lateinische aus der Spätphase der Römischen Republik und dem frühen Prinzipat, als Autoren wie Cicero und Vergil prägenden Einfluss ausübten, so dass als streng genommen „klassische Sprachen“ nur die beiden Verwaltungssprachen des Römischen Reiches im Entwicklungszustand in dieser Zeit angesehen werden können. Autoren aus dieser Zeit, etwa Sallust, aber auch noch Seneca, Tacitus und Apuleius, werden daher auch als „klassische Autoren“ bezeichnet.
Nach dem Untergang des Römischen Reiches hätten die beiden Sprachen ohne die unterdessen erfolgte Christianisierung Roms vermutlich ihre Bedeutung verloren und wären auch als Schriftsprachen durch Italienisch, Mittelgriechisch etc. ersetzt worden. Da durch Konzilsbeschluss die Vulgata als verbindliche Version der Bibel erklärt wurde, waren für theologische Dispute Lateinkenntnisse jedoch unumgänglich. Die römisch-katholische Kirche sowie die Kanzleien der Kaiser des fränkischen und später des Heiligen Römischen Reiches Deutscher Nation benutzten das Lateinische als Verwaltungs- und Gerichtssprache. Zudem war es Umgangssprache in den Klöstern, was zur Folge hatte, dass Latein zur lingua franca der Wissenschaft wurde, was sich an den später entstehenden Universitäten fortsetzte.
In theologischen Kreisen war Griechisch außerhalb des Byzantinischen Reiches seit dem 7. Jahrhundert von zweitrangiger Bedeutung. Erst mit dem Humanismus und in der Renaissance wurde das Interesse auch an der griechischen Literatur neu erweckt. Latein- und Griechischkenntnisse waren auch ein zentraler Bestandteil der Studienreform von Philipp Melanchthon.
Diese Tradition führte sich fort im Neuhumanismus und in der Idee des deutschen Gymnasiums, die in Preußen von Wilhelm von Humboldt entwickelt wurde. Das Erlernen  der klassischen Sprachen war ein vorrangiges Ziel. Die Abkehr von Latein und Griechisch wurde schon 1890 als Bruch der deutschen Geistesgeschichte gesehen. Wiederholt und verstärkt wurde er zweimal – durch den Nationalsozialismus und die 68er-Bewegung.

## Aufgabengebiet
Die Klassische Philologie ist – neben Klassischer Archäologie und Alter Geschichte – ein Teilgebiet der Klassischen Altertumswissenschaft. Der von der Altphilologie abgedeckte Bereich umfasst dabei den Zeitraum vom Beginn der griechischen Literatur (Homer, Hesiod) im späten 8. Jahrhundert v. Chr. bis zum weitgehenden Erlöschen der spätantiken Literatur um das Jahr 600 n. Chr.
Zu beachten ist, dass die Klassische Philologie neben den künstlerisch-literarischen Texten der Lyrik, Epik, des Dramas und der Kunstprosa anders als die neuphilologische Literaturwissenschaft auch philosophische, historiographische und sogar naturwissenschaftliche Texte behandelt. Nicht zur Klassischen Philologie zählt man die Beschäftigung mit griechischen oder lateinischen Überrest-Texten, also reinen Gebrauchstexten nicht-literarischer Provenienz, die man in Papyri, Inschriften oder als Münzlegenden findet. Für diese Schriftdokumente gibt es die Wissenschaften Papyrologie, Epigraphik und Numismatik, die wiederum als Hilfswissenschaften den drei Hauptwissenschaften je nach Qualität und Umfang der Quellen zu variierenden Anteilen beigeordnet werden, heute aber überwiegend der Alten Geschichte zugerechnet werden. Weitere verwandte Disziplinen sind die Mittellateinische Philologie, die Neulateinische Philologie, die Byzantinistik sowie die Indogermanistik.
Während es im 20. Jahrhundert üblich war, dass Klassische Philologen sowohl über griechische als auch über lateinische Literatur forschten und publizierten, ist in Deutschland heute eine Spezialisierung auf eine der beiden Sprachen üblich, so dass es an den meisten Universitäten gesonderte Professuren für Latinistik und Gräzistik gibt.

## Geschichte der klassischen Philologie
Die Klassische Philologie hat eine lange Tradition, die schon zu Zeiten der Griechen entsteht und sich über das antike Rom, das Mittelalter und die Neuzeit bis in die Gegenwart fortsetzt. Die klassische Philologie umfasst sowohl die lateinische als auch die altgriechische Literatur. Aus der Klassischen Philologie gingen die Alte Geschichte und die Archäologie hervor.

## Studier- und Berufsmöglichkeiten
Latein und Griechisch können an den meisten deutschen Volluniversitäten studiert werden, da sie zum traditionellen Fächerkanon zählen und zudem in allen Bundesländern Gymnasiallehrer für diese Fächer ausgebildet werden müssen. An den Universitäten ist die Bezeichnung „Klassische Philologie“ als traditioneller Sammelbegriff für die Fächer lateinische Philologie und griechische Philologie üblich, es gibt jedoch meist keinen eigenen Studiengang „Klassische Philologie“; man kann sich für eines der beiden Fächer oder auch für beide einschreiben. An manchen Universitäten ist aber eine Promotion in „Klassischer Philologie“ möglich; habilitieren kann man sich dann aber meist nur separat in lateinischer und griechischer Philologie, auch weil Professuren fast immer schwerpunktmäßig eine der beiden Sprachen zum Gegenstand haben: Professuren, die Latinistik und Gräzistik zu gleichen Teilen vertreten, sind an deutschen Universitäten derzeit eine Ausnahme.
Berufsfelder für Klassische Philologen sind vornehmlich der Schuldienst (Lehrer für Latein oder Griechisch) und der Hochschuldienst. In sehr begrenztem Umfang gibt es Beschäftigungsmöglichkeiten im Verlagswesen oder Archivwesen. Insbesondere wegen der hohen Zahl der Pensionierungen von Lateinlehrern in den letzten Jahren sowie der neuerdings wieder erhöhten Nachfrage der Schüler nach Lateinunterricht hat Latein nach wie vor eine vergleichsweise hohe Zahl an Studierenden, da sich jedenfalls für die nächsten fünf bis zehn Jahre recht gute Einstellungsperspektiven für angehende Lateinlehrer zu bieten scheinen. Wegen des lange Zeit starken (inzwischen jedoch geringeren) Rückgangs des Griechischunterrichtes in den Schulen finden sich andererseits deutlich weniger Studenten, die Griechisch studieren.
Berufsfeldübergreifend sind die Klassischen Philologen in Deutschland im Deutschen Altphilologenverband (DAV) organisiert.

### Einführungen
- Fritz Graf: Einleitung in die lateinische Philologie. Stuttgart/Leipzig 1997, ISBN 3-519-07434-6.
- Gerhard Jäger: Einführung in die Klassische Philologie. 3., überarb. Aufl. Beck, München 1990. ISBN 3-406-34264-7
- Peter Krafft: Orientierung klassische Philologie. Was sie kann, was sie will. Rowohlt-Taschenbuch-Verl., Reinbek bei Hamburg 2001.(Rowohlts Enzyklopädie, 55616) ISBN 3-499-55616-2
- Heinz-Günther Nesselrath: Einleitung in die griechische Philologie. Stuttgart/Leipzig 1997.
- Peter Riemer, Michael Weißenberger, Bernhard Zimmermann: Einführung in das Studium der Gräzistik, Beck, München 2000. ISBN 3-406-46629-X
- Peter Riemer, Michael Weißenberger, Bernhard Zimmermann: Einführung in das Studium der Latinistik, Beck, München 1998. ISBN 3-406-44051-7
- Jörg Rüpke: Wozu Altertumswissenschaften? In: Florian Keisinger u. a. (Hrsg.): Wozu Geisteswissenschaften? Kontroverse Argumente für eine überfällige Debatte. Frankfurt a. M./New York 2003, ISBN 3-593-37336-X, (Auszüge online).

### Handbücher
- Handbuch der Altertumswissenschaft

### Wichtige deutschsprachige Fachzeitschriften
- Rheinisches Museum für Philologie
- Philologus
- Gymnasium. Zeitschrift für Kultur der Antike und humanistische Bildung
- Hermes. Zeitschrift für Klassische Philologie (zusätzlich Einzelschriften)
- Wiener Studien. Zeitschrift für Klassische Philologie, Patristik und lateinische Tradition, Verlag der Österreichischen Akademie der Wissenschaften, Wien, ISBN 3-7001-3074-0, ISSN 0084-005X
- Museum Helveticum